# U Raven doma
U Raven doma (v anglickém originále Raven's Home) je americký komediální televizní seriál vytvořený Jedem Elinoffem a Scottem Thomasem, který se vysílal od 21. července 2017 do 3. září 2023 v USA na stanici Disney Channel. Seriál, založený na postavách vytvořených Michaelem Poryesem a Susan Shermanovou, je spin-offem a sequelem seriálu That's So Raven. Jedná se o druhý spin-off seriálu, první byl seriál Cory in the House. V seriálu hrají Raven-Symoné, Issac Ryan Brown, Navia Robinson, Jason Maybaum, Sky Katz, a Anneliese van der Pol. V srpnu 2017 bylo oznámeno, že seriál dostane druhou řadu. Dne 18. října 2017 Disney Channel oficiálně potvrdilo výrobu druhé řady. V Česku měl premiéru 17. února 2018 na stanici Disney Channel.
Seriál se točí kolem Raven Baxterové, rozvedené matky, která vychovává dospívající dvojčata Bookera Baxter-Cartera a Niu Baxter-Carterovou žijící s Chelsea Danielsovou, její nejlepší kamarádkou z dětství, a jejím synem Levi Graysonem v Chicagu ve státě Illinois.
V páté řadě se Raven a Booker přestěhují zpět do San Francisca, aby pomohli postarat se o jejího otce po mírném infarktu. Nyní Raven zjišťuje, že vychovávají své rodiče, vychovávají svého mladého bratrance a usazují se ve svém starém rodném městě. Mezitím je Booker „nové dítě“ na Ravenině staré střední škole a musí své vize utajit před novou skupinou přátel.

## Obsazení

### Hlavní role
| Postava                                   | Herec                               | Český dabing                                         |
| ----------------------------------------- | ----------------------------------- | ---------------------------------------------------- |
| Raven Lydia Baxterová (předtím Carterová) | Raven-Symoné                        | Antonie Talacková                                    |
| Booker Baxter-Carter                      | Issac Ryan Brown                    | Matěj Macháček (1.-4. řada)Jiří Köhler (od 5. řady)  |
| Nia Baxterová-Carterová                   | Navia Ziraili Robinson (1.-4, řada) | Anna Češková (1.-2. řada)Sabina Rojková (3.-4. řada) |
| Levi Mahalo Daniels-Grayson               | Jayson Maybaum (1.-4, řada)         | Ondřej Balcar                                        |
| Tess O'Malleyová                          | Sky Katz (1.-4. řada)               | Sára Nygrýnová                                       |
| Chelsea Ophelia Danielsová-Graysonová     | Anneliese van der Pol (1.-4, řada)  | Anna Theimerová Suchánková                           |
| Victor Baxter                             | Rondell Sheridan (5.-6. řada)       | Martin Zahálka                                       |
| Alice Baxterová                           | Mykal-Michelle Harris (5.-6. řada)  | Tonička Barešová                                     |
| Neil Flores                               | Felix Avitia (5.-6. řada)           | Jindřich Žampa                                       |
| Ivy Chenová                               | Emmy Liu-Wang (5.-6. řada)          | Klára Nováková                                       |

### Vedlejší role
- Jonathan McDaniel / Josef Pejchal jako Devon Carter (1.-4. řada)
- Anthony Alabi / Petr Gelnar jako trenér Spitz (1.-3. řada)
- Leslie David Baker / Jiří Valšuba jako ředitel Montell Wentworth (1. řada)
- Skyler Day / Kristýna Skružná jako Paisley (1. řada)
- Dylan Martin Frankel / bude oznámeno jako Mitch Moseley (2. řada)
- Laya DeLeon Hayes / bude oznámeno jako Zeena Kamakamee'leonová (2. řada)
- Gabby Sanalitro / bude oznámeno jako Gloria (2. řada)
- Nathan Blaiwes / bude oznámeno jako Guntz (2. řada)
- Travis Burnett / bude oznámeno jako Tanner / Turner (2. řada)
- Brian George / bude oznámeno jako Dr. Sleevemore (2. řada)
- Kylie Cantrall / bude oznámeno jako Jasmine Sleevemorevá (2. řada)
- Mia Sinclaire Jenness / bude oznámeno jako Leslie (2. řada)
- Faly Rakotohavana / bude oznámeno jako Miles (2. řada)
- Liz Jenkins / bude oznámeno jako Pani Pttmanová (2. řada)
- Jason Rogel / bude oznámeno jako Sebastian (2. řada)
- Michelle Williams / bude oznámeno jako Shinée Duboisová (2. řada)
- Kaliko Kauahi / bude oznámeno jako ředitelka Kwanová (2.-3. řada)
- Donovan Whitfield / bude oznámeno jako Curtis (2.-3. řada)
- Jenna Davis / bude oznámeno jako Sienna (2.-3. řada)
- Roz Ryan / bude oznámeno jako Slečna Bertha (3. řada)
- Afomia Hailemeskel / bude oznámeno jako Bailey Rennová (3. řada)
- Teshi Thomas / bude oznámeno jako Danni (3. řada)
- Travis Wolfe Jr. / bude oznámeno jako Lil Lo-Lo (3. řada)
- Jordyn Curet / bude oznámeno jako Alexandra (3. řada)
- Jaleel White / bude oznámeno jako Chris Spring-Lake (3. řada)
- Cheryl Lynn Bowers / bude oznámeno jako Paní Dunaganová (3. řada)
- Charles Robinson / bude oznámeno jako Pan Arthur (3. řada)
- Amie Farrell / bude oznámeno jako Paní Meg Henryová (3. řada)
- Johnno Wilson / bude oznámeno jako Garrett Grayson (3.-4. řada)
- Andy Bustillos / bude oznámeno jako Pan Clark (3.-4. řada)
- Max Torina / bude oznámeno jako Ramon (3.-4. řada)
- Shania Accius / bude oznámeno jako Maren (4. řada)
- Cyrina Fiallo / bude oznámeno jako Mei (4. řada)
- Christopher T. Wood / bude oznámeno jako ředitel Jones (4. řada)
- Kyla-Drew Simmons / bude oznámeno jako Angelica Morenová (4. řada)
- Paul-Mikél Williams / bude oznámeno jako Wyatt Darcy (4. řada)
- Samm Levine / bude oznámeno jako Newt Slackley (5. řada)
- Adrienne Bailon-Houghton / Vanda Konečná jako ředitelka Alana Riverová (5. řada)
- Marissa Reyes / Johana Krtičková jako Cami Riverová (5.-6. řada)
- Ernie Grunwald / bude oznámeno jako Lazlo (5.-6. řada)
- Juliana Joel / bude oznámeno jako Nikki (5.-6. řada)
- Pyper Braun / bude oznámeno jako Paige (5.-6. řada)
- David Parks / bude oznámeno jako Dave (5.-6. řada)
- JeCobi Swain / bude oznámeno jako Dylan (6. řada)
- Mykal-Michelle Harris / bude oznámeno jako Vévodkyně Clementine (6. řada)
- Christopher Grove / bude oznámeno jako Král Charles (6. řada)
- Mather Zickel / bude oznámeno jako Rafferty (6. řada)
- John Bishop / bude oznámeno jako Had (6. řada)
- Peter J. Morton / bude oznámeno jako Palácový strážci (6. řada)

### Další role
- Bruno Amato / Martin Zahálka jako Phil Jablonski
- Peggy Miley / Irena Hrubá jako Myrna "Ma" Jablonski
- Jordan Black / Petr Burian jako Carnie
- Lexi Underwood / Klára Nováková jako Shannon Reynolds

- Reginald Ballard jako Bouncer
- Nina Millen / Irena Hrubá jako Brenda

- Philip Soloman / Matěj Převrátil jako Jordan
- Cleo Berry / Radovan Klučka jako Lawrence
- Robert Towers / Vladimír Kudla jako Komando Joe

- Tristan DeVan / Josef Fečo jako Wally
- Valerie Azlynn / Terezie Taberyová jako Diane

- Nicolas Cantu / Josef Fečo jako Travis

- Izzy Diaz / Petr Burian jako Mr. Alverez
- Kimrie Lewis-Davis / Petra Hobzová jako La
- Mandy Kowalski / Patricie Soukupová jako Da

### Raven na táboře Kikiwaka 1. část
- Miranda May jako Lou Hockhauserová (český dabing: Anežka Saicová)
- Mallory James Mahoney jako Destiny Bakerová (český dabing: Eliška Jirotková)
- Will Buie Jr. jako Finn Sawyer (český dabing: Mikuláš Převrátil)
- Raphael Alejandro jako Matteo Silva (český dabing: Daniel Rchichev)
- Shelby Simmons jako Ava Kingová (český dabing: Adéla Nováková)
- Scarlett Estevez jako Gwen Floresová (český dabing: Linda Křišťálová)
- Israel Johnson jako Noah Lambert (český dabing: Matěj Havelka)

## Vysílání
| Řada | Díly | Premiéra v USA    | Premiéra v USA     | Premiéra v ČR      | Premiéra v ČR     |
| Řada | Díly | První díl         | Poslední díl       | První díl          | Poslední díl      |
| ---- | ---- | ----------------- | ------------------ | ------------------ | ----------------- |
| 1    | 13   | 21. července 2017 | 20. října 2017     | 17. února 2018     | 12. května 2018   |
| 2    | 21   | 25. června 2018   | 30. listopadu 2018 | 12. listopadu 2018 | 1. dubna 2019     |
| 3    | 26   | 17. června 2019   | 3. května 2020     | 11. května 2020    | 12. června 2020   |
| 4    | 20   | 24. července 2020 | 21. května 2021    | 4. prosince 2020   | 23. září 2021     |
| 5    | 25   | 11. března 2022   | 2. prosince 2022   | 10. října 2022     | 27. dubna 2023    |
| 6    | 18   | 9. dubna 2023     | 3. září 2023       | 20. listopadu 2023 | 13. prosince 2023 |